# PixelPlaza
PixelPlaza ist eine deutsche nicht-kommerzielle Online-Plattform zur gemeinschaftlichen Erstellung von Pixel-Art Kompositionen, nach dem Prinzip des von Tim O’Reilly proklamierten Web 2.0. Die Plattform bietet ihren Nutzern die Möglichkeit eigene Einzelwerke von Pixelkunst einzureichen und auszustellen, wo sie von anderen Benutzern kommentiert und bewertet werden können. Der Gestaltungs-Fokus liegt dabei (jedoch nicht ausschließlich) auf Gebäuden für eine virtuelle Stadt, die von der Community erstellt wird und organisch wächst. Innerhalb dieser entstehen so aus Einzelwerken gemeinschaftliche Kompositionen, in denen häufig Elemente einzelner Künstler von anderen Mitgliedern aufgegriffen und weitergeführt werden. Das Projekt ist eine Mischform aus Browserspiel-Elementen und einer künstlerischen Online-Community wie beispielsweise deviantART.

## Aufbau und Organisation

### Virtuelle Raumaufteilung
Vergleichbar mit den amerikanischen Townships besteht PixelPlaza aus sogenannten Grids (englisch für Gitternetze). Diese umfassen 24 × 24 Flächeneinheiten, die von Benutzern zu sogenannten Grundstücken zusammengefasst werden können, um darauf ihre Pixel-Art Gebäude oder andere Kunstwerke zu „bauen“ also auszustellen. Sehr viele dieser Grids sind thematisiert und die Community-Mitglieder sind gehalten, diese Themenvorgaben wie etwa Venedig oder Hollywood umzusetzen.
Einzelne Grids werden dabei in sogenannten Welten gruppiert. Derzeit existieren drei dieser Welten:
- In PixelPlaza City entsteht gemäß der ursprünglichen Kernidee eine virtuelle Stadt. Dieser Gedanke wird teilweise etwas freier interpretiert, da die einzelnen Stadtteile sich auch über verschiedene Klimazonen erstrecken. So sind dort schneebedeckte Dächer und Wüstenpisten auf verschiedenen Grids Teil derselben virtuellen Stadt.
- PixelPlaza Fantasy bietet Gestaltungsspielraum für diejenigen Community-Mitglieder, die sich nicht durch die Vorgabe Gebäude darstellen zu müssen einschränken wollen. Hier entstehen Figuren aus Comics, Animationen, Landschaften und viele andere Dinge, die sich nicht in die Kernstadt einfügten.
- PixelPlaza Supreme ist die kleinste Welt die Mitgliedern vorbehalten bleibt, welche sich durch ihre besonders gelungenen Werke sowie die faire und ausführliche Bewertung anderer Community-Mitglieder hervorgetan haben. Dieses Prinzip wird im Ansatz weniger als eine Belohnung verstanden, sondern dient mehr dem praktischen Zweck, die ansonsten überall akzeptierten Anfängerwerke, welche unter Umständen das Gesamtbild störten, das aus der Komposition der Einzelwerke entstehen soll, auf diesen wenigen Grids nicht zuzulassen

Beispielwerke aus den verschiedenen Welten
PixelPlaza City
PixelPlaza Fantasy
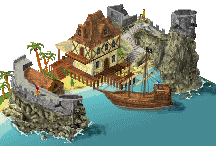
PixelPlaza Supreme

### Prinzipien
Die Plattform bietet demnach auch weniger professionellen und erfahrenen Gestaltern die Möglichkeit ihre Werke dauerhaft auszustellen, wenn diese gewisse Minimalvoraussetzungen erfüllen. Der Einstieg und die Förderung von Anfängern wird durch eine Vielzahl von Tutorien unterstützt, die von den Anbietern und zum Großteil von der Community erarbeitet wurden. Dort werden die Handhabung verbreiteter Rastergraphik-Programme und gestalterische Techniken im Detail erläutert sowie kreative Anstöße gegeben.
Ungewöhnlich unter vergleichbaren Künstler-Communitys ist die Tatsache, dass die virtuelle Ausstellungsfläche gemeinschaftlich genutzt wird und zunächst einmal keine benutzerkontenbezogene Trennung der Werke erkennbar ist. In der organisch wachsenden Stadt vermischen sich auf diese Weise die Werke aller beteiligten Autoren, was oft auch zu Inspirationen führt: Häufig werden kooperative Projekte gestaltet oder die Ideen anderer Autoren aufgegriffen, ergänzt oder parodiert. Daneben besteht jedoch auch die Möglichkeit alle Werke eines einzelnen Autoren in chronologischer Reihenfolge abzurufen, wobei sie allerdings aus dem gestalterischen Kontext der Grids gelöst dargestellt werden.

### Spielerische Elemente
Die Plattform inkorporiert Elemente eines Browserspiels insbesondere durch eine virtuelle Währung. Der virtuelle Geldbesitz ist notwendig, um Ausstellungsplatz, die sogenannten Grundstücke, zu erwerben. Die Währung dient dabei jedoch nicht als Selbstzweck, sondern ist von den Autoren als Anreiz zur Qualitätsverbesserung konzipiert:
So wird beispielsweise das ausführliche Kommentieren oder Bewerten der Werke anderer Community-Mitglieder mit einem kleinen festen Geldbetrag vergütet sowie mit der Möglichkeit in der Stadt nach versteckten Schätzen zu suchen, die erst durch eine bestimmte Anzahl neuer Kommentare zugänglich sind und einen weiteren Geldzugewinn darstellen. Ebenso erhält ein bewerteter Aussteller einen kleinen Geldbetrag, was einen Anreiz für die Hochwertigkeit der eigenen ausgestellten Werke bietet.
Eigene Werke bieten neben der Einnahmemöglichkeit durch eingehende Kommentare auch die Option zu regelmäßigem Zuverdienst, sogenannte Gewerbeinstallationen führen nach einer Erstinvestition zu regelmäßigem Zuverdienst, sofern der Benutzer regelmäßig in der Community aktiv ist.
Darüber hinaus existieren auch gewisse Zufalls-Spielelemente die zu Geldgewinn führen können, wie zum Beispiel Lotteriegewinne.

## Geschichte
Die Plattform entstand als Arbeit von Sebastian Möbius und Michael Graf während ihres Studiums an der Universität Tübingen, unterstützt durch Jirko Cernik, dem Entwickler des Browserspiels Freewar, der ebenfalls dort studierte.
Die öffentliche Beta-Phase begann am 30. Januar 2005. Nach einer vierzehnmonatigen Erprobung wurde das Projekt dann am 11. März 2006 publiziert.
Mit dem Ende ihres Studiums stellten die beiden Entwickler die Arbeit am Projekt größtenteils ein, was jedoch durch die zu diesem Zeitpunkt bereits etablierte Community aufgefangen wurde.
Derzeit existieren Bemühungen, die Community in die Entwicklung stärker miteinzubeziehen. Die Serverarchitektur wird dahingehend angepasst.

## Statistische Daten

### Benutzer und Ausstellungsobjekte
Seit Bestehen der Plattform haben sich mehr als 20.000 Teilnehmer registriert, von denen aktuell mehr als 10.000 Benutzerkonten aktiv verbleiben. Diese haben bis zum heutigen Tage (Stand August 2008) mehr als 5600 einzelne Pixel-Art Objekte gestaltet und zusammengetragen.
|                    |  |
| (Stand: März 2007) |  |

### Aktivität
Etwa 1000 Nutzer sind regelmäßig in der Community aktiv und im ersten Halbjahr 2008 entstanden so knapp 500 neue Pixel-Art Objekte, etwa 1500 bestehende wurden verändert und aktualisiert.
Bis März 2007 (also etwa ein Jahr nach der Publikation; Zeitpunkt der letzten vollständigen statistischen Auswertung) wurden von damals etwa 9.000 Benutzern insgesamt knapp 120.000 Kommentare und Bewertungen verfasst. Durchschnittlich kommentierte damit jeder Benutzer etwa 13-mal das Werk eines anderen und jedes ausgestellte Objekt erhielt im Schnitt 28 Kommentare. Pro Monat wurde durchschnittlich eine Gesamtanzahl von knapp 4.500 Kommentaren und Bewertungen für ausgestellte Werke verfasst.

## Problemfelder

### Heterogene Qualität und Motivation
Da PixelPlaza eine relativ hohe Toleranzgrenze in Bezug auf Können oder Stil besitzt, ist es jedem Mitglied möglich, Übungsobjekte auszustellen und seinem Werk eine persönliche Note zu verleihen. Somit bietet sich dem Betrachter der virtuellen Stadt ein oft sehr heterogenes Bild, da viele Werke vollkommen unterschiedliche gestalterische Prioritäten setzen und sich im Niveau stark unterscheiden, was den ästhetischen Eindruck nicht immer fördert.
Auch die Tatsache, dass PixelPlaza durch die angestrebte Vereinigung von Künstler-Community und Browserspiel zwei völlig inkongruente Zielgruppen anspricht führt nicht unbedingt zu einer höheren Dynamik des Projektes, da hier unterschiedliche Interessen, nämlich die zu spielen, das heißt schnelle Erfolge zu erzielen, bzw. eine ästhetische Gesamtkomposition zu erreichen, sich teilweise diametral entgegenstehen.
Ein Lösungsansatz wurde mit „Pixel Plaza Supreme“ versucht: ein Bereich, in dem nur hochqualitative Werke mit strengeren Bewertungsrichtlinien geschaffen werden sollten; während in den anderen Bereichen von Pixel Plaza der spielerische Grundgedanke und der Übungs-Aspekt im Vordergrund bleiben sollte. „Supreme“ konnte seine Ziele allerdings nicht erreichen, da nur wenige User sich dafür interessierten, und ist daher mittlerweile in eine längere Überarbeitungsphase eingetreten.

### Urheberrechtsverletzungen
Gerade Anfänger und Community Mitglieder jüngeren Alters, bringen nicht das notwendige Problembewusstsein mit sich, wenn es um Bildrechte geht. So kommt es immer wieder zu Urheberrechtsverletzungen, wenn Werke anderer Community-Mitglieder kopiert, oder Pixel-Art aus kommerziellen Computerspielen oder anderen Webseiten als eigene Arbeit ausgegeben wird. Die besondere Schwierigkeit dabei ist der Nachweis der Urheberrechtsverletzung, da die Quellen oft nicht nachzuvollziehen sind. In der Praxis reicht deshalb ein begründeter Verdacht, damit ein entsprechendes Werk von den Moderatoren der Community entfernt wird. Anhaltspunkte sind dabei auffallend unterschiedlicher Stil in mehreren Werken eines Benutzers, ein unpassender Maßstab oder schlechte Einpassung in das vorgegebene Bildformat, sowie krude Modifikationen, die deutlich als solche erkennbar sind.

### Finanzierung
Das Problem der Finanzierung der laufenden Kosten für den Betrieb der Plattform ist bis heute nicht abschließend geklärt. Geplant war ursprünglich, dass das Projekt sich werbefinanziert selbst tragen sollte. Jedoch sind die wenigen festen Werbeflächen bisher entweder nicht verwendet oder nicht einträglich genug. Daneben sollen animierte, fliegende Objekte über der „Stadt“ Werbebanner von Sponsoren durch das Bild ziehen, was bisher auch kein ausreichendes finanzielles Volumen einbringen konnte.
So wird das Projekt bis zum heutigen Tag in der Hauptsache von privaten Mitteln der Gründer getragen und die dauerhafte Aufrechterhaltung der Dienste ist langfristig nicht sichergestellt. An einer Lösung wird laut Auskunft der Betreiber gearbeitet.

### Internationalisierung
Zwar ist die Oberfläche der Plattform vollständig ins Englische übertragen und auch viele der von Anbieter eingerichteten Grundlagen-Tutorien stehen zweisprachig zur Verfügung, allerdings sind die großen Mengen fortgeschrittener Tutorien und Beiträge, die im Laufe der Zeit von der Community entwickelt wurden, fast ausschließlich nur auf Deutsch verfügbar. Eine Übertragung dieser Inhalte ins Englische wurde bisher aufgrund der enormen Menge und des damit verbundenen Aufwands nicht in Betracht gezogen, was die internationalen Mitglieder der Community leicht benachteiligt. Etwas ausgeglichen wird dieser Nachteil wiederum durch die Tatsache, dass große Teile der Tutorien auf Illustrationen basieren, die auch ohne die textuellen Erläuterungen verständlich bleiben.

## Rezensionen und Medienecho

### Browsergame-Charts
Derzeit rangiert PixelPlaza derzeit (Stand: Oktober 2008) unter den besten 100 deutschen Browserspielen. Im gleichen Ranking, das täglich neu erstellt wird, erreichte die Plattform zeitweise eine Top-50-Platzierung. Bemerkenswert ist dies, da die spielerischen Elemente der Plattform eher im Hintergrund stehen, und PixelPlaza nicht in erster Linie ein Browsergame ist.

## Konkurrenzangebote
Neben kleineren, privaten Webseiten, die sogenannte Pixelstädte zeigen und im Umfang meist auf einige dutzend Gebäude auf wenigen Bildschirmseiten beschränkt sind, gibt es einige etablierte und direkt vergleichbare Webseiten:

### Pixeldam.net
Eine niederländische, englischsprachige Community, die einem vergleichbaren Prinzip folgt ist Pixeldam. Hier entsteht ebenfalls eine Stadt aus isometrischen Pixel-Art Einzelwerken. Dabei ist die Plattform jedoch stärker kommerzialisiert, es wird unter anderem stark für eigene Merchandising Produkte geworben. Daneben wird eine kostenpflichtige Jobbörse für Firmen, die Pixel-Art Designer aus der Community anwerben möchten, bereitgestellt.
Außerdem ist Pixeldam redaktionell verwaltet, das heißt sämtliche eingereichten Werke werden zunächst auf ihre Qualität geprüft. Dies beugt dem Problem der heterogenen Optik, wie es in Pixelplaza auftritt, effektiv vor, allerdings werden Anfängerwerke demnach nicht akzeptiert, wenn sie nicht den hohen Standards der Community genügen. Spielerische Elemente, wie sie in PixelPlaza vorhanden sind, existieren in Pixeldam nicht.

## Community und abgeleitete Projekte
Eine Verlangsamung in der Entwicklung der Plattform-Software, bedingt durch den Rückzug der Initiatoren aus der aktiven Community-Arbeit, führte dazu, dass große Teile der Entwicklungsarbeit von der Community übernommen worden sind und außerdem ergänzende Projekte ins Leben gerufen wurden: So existierte zeitweise eine eigenständige Webseite, die zur Organisation von gestalterischen Wettbewerben dient. Daneben wurden den Mitgliedern Anwendungen bereitgestellt, die es erlauben, online Pixelgraphiken zu gestalten oder die Community-Dienste wie eine „Buddylist“ zur Verfügung stellen.